# Ginevra (nome)
Ginevra  è un nome proprio di persona italiano femminile.

## Varianti
- Maschili: Ginevro[5]

### Varianti in altre lingue
- Catalano: Ginebra[6]
- Cornico: Jenifer[1]
- Francese: Guenièvre[1][7]
- Gallese: Gaynor[8], Gaenor[1][8]
  - Gallese antico: Gwenhwyfar[1][2][7], Gwenhwyvar[9]
- Inglese: Guinevere[1][7], Guenevere[1][7], Guenever[7], Gwenevere[1], Gwenyvere[7], Gwenifer[7], Gwenevar[7], Gwiniver[7], Genever[7], Genevera[7], Genievre[7], Gwennor[7], Gwenor[7], Gwenore[7], Gwinore[7], Gaynor[1][8], Gaenor[8]
- Polacco: Ginewra
- Spagnolo: Ginebra[6]

## Origine e diffusione

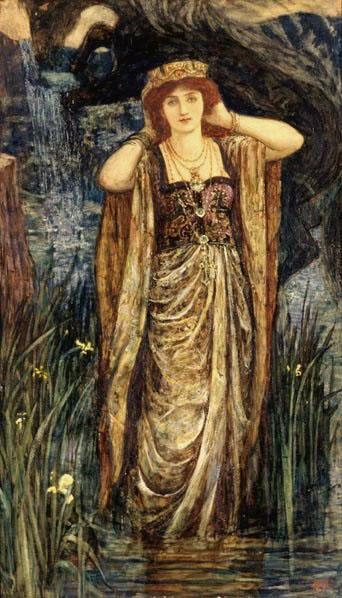
Ginevra in un'illustrazione di Henry Justice Ford

Deriva dall'antico nome gallese Gwenhwyfar, composto dalla radice gwen (dal celtico *windo, "bianco", "puro", presente anche in Winifred, Gwenaël e Guendalina) combinata con sebara (dal celtico *sœbro,  "creatura meravigliosa, persona che da gioia e speranza ""); il significato complessivo potrebbe essere interpretato come "spirito luminoso", oppure come "bianca e armoniosa, "che splende in famiglia". Altre fonti, in alternativa, riconoscono nel secondo elemento la radice celtica (g)wyf ("tranquillo", "docile"), e vi è anche chi propone una connessione etimologica con il nome di origine germanica Genoveffa.
Nel corso del tempo, il nome Gwenhwyfar si è evoluto in molteplici forme: in Galles e nelle marche gallesi, già dal XV secolo era divenuto Gaynor o Gaenor, nomi adottati anche in inglese a partire dal XIX secolo; in Cornovaglia era diffuso invece come Jennifer e Jenifer, anch'esse passate all'inglese nel XX secolo. Oltre a queste forme evolutesi spontaneamente, il nome ha goduto di notevole fortuna per ragioni letterarie: è infatti portato da Ginevra, la moglie di re Artù nel ciclo arturiano. I vari autori che hanno narrato la sua storia hanno adattato l'originale gallese in medio inglese e soprattutto in normanno e anglonormanno in modi quali Guinevere, Guenevere e Gwenyvere, da cui derivano le forme usate in Italia e in altre lingue dell'Europa continentale. 
L'uso del nome Ginevra in Italia, reso celebre appunto dai poemi cavallereschi del ciclo arturiano, è documentato sin dal XV secolo; ulteriore fortuna gli è derivata dalla leggenda toscana quattrocentesca di Ginevra degli Almieri. Negli anni '70 del XX secolo era diffuso principalmente nel Nord e nel Centro, mentre l'ISTAT ne attesta il costante incremento dal 1999 al 2020, arrivando ad essere il quarto nome più diffuso tra le neonate italiane. Inoltre, dopo essere stata adoperata in alcune opere teatrali e liriche, la forma italiana è assurta all'uso anche in inglese, a partire dal XIX secolo. 
Va notato che il nome "Ginevra" viene a volte accostato per etimologia popolare al nome del ginepro, e ancora di più al toponimo della città svizzera di Ginevra, con cui però coincide casualmente solo in lingua italiana e col quale non ha alcuna correlazione: esso deriva infatti dal latino Genava, tratto forse da una radice protoindoeuropea che significa "estuario" o da un'altra che significa "ansa", o forse dalla stessa radice paleoligure da cui deriva anche il nome della città di Genova.

## Onomastico
Non vi sono sante di nome Ginevra, quindi il nome è adespota; l'onomastico si può festeggiare il 1º novembre, giorno di Ognissanti. 
Va segnalato che alcune fonti attribuiscono a santa Winifred, badessa gallese, commemorata il 3 novembre, il nome alternativo di "Guinevere" o "Guinevra", mentre un'oscura passio riporta l'esistenza di una santa Ginevra o Genivera, martire in Spagna sotto Adriano assieme alle sue otto sorelle e venerata il 1º novembre, il culto venne iniziato dal vescovo di Tui Juan de San Millán nel 1564.

## Persone

Ginevra de' Benci

- Ginevra Bompiani, scrittrice, editrice, traduttrice e saggista e insegnante italiana
- Ginevra Cantofoli, pittrice italiana
- Ginevra Colonna, attrice italiana
- Ginevra de' Benci, donna fiorentina, soggetto di un dipinto di Leonardo
- Ginevra d'Este, signora di Rimini, moglie di Sigismondo Pandolfo Malatesta
- Ginevra de' Medici, figlia di Lorenzo il Popolano de' Medici e moglie di Giovanni degli Albizzi
- Ginevra Di Marco, cantante italiana
- Ginevra Elkann, produttrice cinematografica italiana
- Ginevra Rangoni, nobile italiana
- Ginevra Sforza, figlia di Alessandro Sforza e moglie di Sante Bentivoglio, Signore di Bologna

### Varianti
- Gaynor Fairweather, ballerina inglese
- Gaynor Flanagan, cestista australiana
- Guinevere van Seenius, modella statunitense

## Il nome nelle arti
- Ginevra è un personaggio citato in diverse opere del ciclo arturiano, moglie di Re Artù.
- Guenhwyvar è la pantera di Drizzt Do'Urden nell'ambientazione dei Forgotten Realms.
- Ginevra "Ginny" Weasley è un personaggio della serie di romanzi e film Harry Potter, scritta da J. K. Rowling.
- Ginevra di Scozia è un dramma eroico per musica del compositore tedesco Simon Mayr su libretto di Gaetano Rossi.
- Gwynevere è un personaggio del videogioco Dark Souls.